# Жарова, Анна Александровна
Анна Александровна Жарова (род. 18 января 1979, Новосибирск) — прима-балерина Новосибирского государственного академического театра оперы и балета. Народная артистка Российской Федерации (2013).
С мая 2023 года — художественный руководитель балетной труппы Красноярского театра оперы и балета имени Дмитрия Хворостовского.

## Биография
Родилась в Новосибирске, занималась балетом с 5 лет. Училась в школе № 68, ныне Вторая Новосибирская гимназия. Обучалась в Новосибирском государственном хореографическом училище в классе заслуженной артистки РФ Т. К. Капустиной. В труппе Новосибирского театра оперы и балета работает с 1997 года. В 2013 году открыла собственную авторскую школу балета «Жар-птица».

## Награды и звания
- Лауреат международного конкурса артистов балета в Москве. (2001).
- Лауреат Национальной театральной Премии «Золотая маска» (2002).
- Заслуженная артистка Российской Федерации (2004).
- Благодарность Министерства культуры Российской Федерации (2010)[5].
- Дипломант «Золотой маски» (2012).
- Народная артистка Российской Федерации (2013).
- Лауреат и дипломант международных конкурсов.
- Лауреат премии «Душа танца».
- Многократный лауреат Новосибирской театральной премии «Парадиз».

## Репертуар
- Жизель — «Жизель» А. Адана, хореография Ж. Коралли, Ж. Перро, М. И. Петипа, постановка С. Вихарева;
- Мари, Фея Драже — «Щелкунчик» П. И. Чайковского, хореография Л. Иванова, В. Вайнонена, С. Вихарева;
- Принцесса Аврора, Фея бриллиантов — «Спящая красавица» П. И. Чайковского, хореография М. И. Петипа;
- Ширин — «Легенда о любви» А. Меликова, хореография Ю. Н. Григоровича;
- Сванильда — «Коппелия» Л. Делиба, хореография М. И. Петипа, реконструкция С. Вихарева; премия «Золотая Маска»;
- Фригия — «Спартак» А. И. Хачатуряна, хореография Ю. Н. Григоровича;
- Солистка — «Sonata» на музыку Д. Скарлатти, хореография К. Симонова;
- Солистка — «Симфония для матричных принтеров» на музыку В. Моцарта, Юзера, хореография А. Г. Мирошниченко;
- Солистка — «Дороги любви» на музыку К. Вайля, Дж. Косма, Ф. Пуленка, хореография А. Г. Мирошниченко;
- Балерина — «Петрушка» И. Ф. Стравинского, хореография М. М. Фокина;
- Солистка — «Русские сезоны» на музыку Л. А. Десятникова, хореография А. Сигаловой, мировая премьера;
- Солистка — «Серенада» на музыку П. И. Чайковского, хореография Дж. Баланчина;
- Солистка — «Па де де Чайковского» на музыку П. И. Чайковского, хореография Дж. Баланчина;
- Солистка — «Кого это волнует?» на музыку Дж. Гершвина, хореография Дж. Баланчина;
- Солистка — «Бессмертие в любви» на музыку Ф. Гласса, хореография Э. Льянга, мировая премьера;
- Маша-принцесса — «Щелкунчик» П. И. Чайковского, хореография В. Вайнонена;
- Кармен — «Кармен» Р. Пети на музыку Ж. Бизе;
- Солистка — «Вальпургиева ночь» из оперы «Фауст» Ш. Гуно, хореография К. А. Симонова.